# Passeport panaméen
Le passeport panaméen est un document de voyage international délivré aux ressortissants panaméens, et qui peut aussi servir de preuve de la citoyenneté panaméenne.